# Шпагин, Василий Никифорович
 Васи́лий Ники́форович Шпа́гин  (19 января 1913 — 18 сентября 1995) — командир орудия 917-го артиллерийского полка (350-я стрелковая дивизия, 13-я армия, 1-й Украинский фронт). Герой Советского Союза.

## Биография
Родился 19 января 1913 года в селе Ефаево в крестьянской семье. После окончания семилетней школы работал бригадиром в колхозе, затем на Кемеровском коксохимическом заводе.

#### Великая Отечественная война
В феврале 1942 года призван в Красную Армию Кемеровским РВК Новосибирской области. Воевал на Юго-Западном, 1-м Украинском фронтах.
Командир орудия 917-го артиллерийского полка сержант Шпагин особо отличился в боях при форсировании реки Висла. 30 июля 1944 года под сильным огнём артиллерии, миномётных частей и авиации противника сержант Шпагин с группой пехоты и со своим орудием первым переправился на левый берег Вислы и вступил в неравный бой с превосходящими силами противника. В том бою им было уничтожено до 70 солдат и сожжено 2 танка противника. Противник был отброшен на северо-запад, плацдарм удержан для переправы главных сил.
Указом Президиума Верховного Совета СССР от 23 сентября 1944 года за образцовое выполнение боевых заданий командования на фронте борьбы с немецкими захватчиками и проявленные при этом отвагу и геройство сержанту Шпагину Василию Никифоровичу присвоено звание Героя Советского Союза с вручением ордена Ленина и медали «Золотая Звезда».

#### Послевоенное время
В 1945 году старшина Шпагин демобилизовался. Жил в Чернигове. Работал в органах МВД. Умер 18 сентября 1995 года. Похоронен в Чернигове на Яцевском кладбище. Надгробный памятник уничтожен в результате бомбардировок Чернигова в марте 2022 года в ходе Вторжения России на Украину.

## Награды
- Медаль «Золотая Звезда» (23.09.1944)[2][3];
- орден Ленина (23.09.1944);
- орден Отечественной войны I степени (11.03.1985)[4];
- орден Славы III степени (07.08.1944)[5];
- медали.

## Память
- В городе Чернигове на доме (улица Кирпоноса, 8), где в 1961—1996 годах жил Герой, установлена мемориальная доска.
- Памятная доска Шпагину Василию Никифоровичу была установлена на мемориальном комплексе воинам погибшим в годы Великой Отечественной войны на площади Победы в г. Краснослободск. Демонтирована в 2019 году, в связи с установкой бюста героя.

Памятная доска Шпагину Василию Никифоровичу установлена на мемориальном комплексе воинам погибшим в годы Великой Отечественной войны на площади Победы в г. Краснослободск
Бюст Шпагина Василия Никифоровича на площади Победы в г. Краснослободск